# Сомма (вулканология)

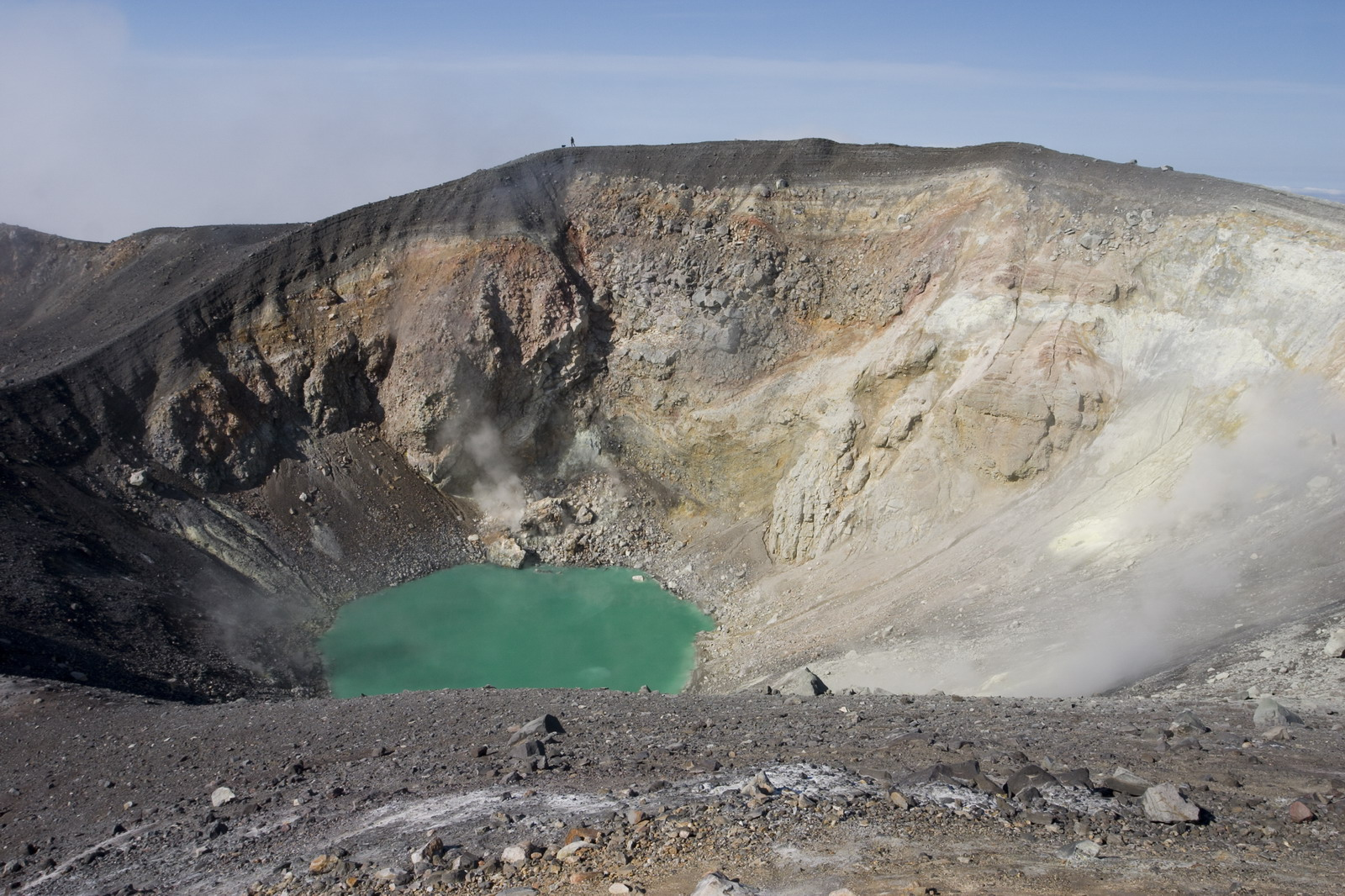
Сомма вулкана Эбеко на острове Парамушир

Сомма — остатки древнего разрушенного при кальдерообразовании (взрыве или обрушении) вулкана, образующие кольцевой или полукольцевой вал вокруг более молодого внутреннего вулканического конуса. Название произошло от древнего вулкана Сомма, полукольцевой вал которого расположен вокруг Везувия.
Камчатка и Курильские острова (Россия) — места, где расположено наибольшее число сомма.
Наиболее характерные примеры:
- Авачинская Сопка (Камчатка, Россия)
- Заречный (Камчатка, Россия).
- Эбеко (Парамушир, Курильские острова, Россия).
- Группа Колокола: Колокол (вулкан), Вулкан Берга, Борзов (вулкан), Трезубец (вулкан) (остров Уруп, Курильские острова, Россия).
- Медвежий (Итуруп, Курильские острова, Россия).
- Мильна (остров Симушир, Курильские острова, Россия).
- Тятя (Кунашир, Курильские острова, Россия).
- Уратман (остров Симушир, Курильские острова, Россия).
- Везувий (Италия).
- Айра, (Кюсю, Япония).
- Тейде (Тенерифе, Канарские острова, Испания).